# Jazz italien
Le jazz italien décrit l'histoire du jazz en Italie.

## Histoire

### Origines
Les concerts militaires de James Reese en Europe et en France pendant la Première Guerre mondiale en 1919 sont considérés comme une introduction à la musique américaine « syncopée ». Pourtant, les Italiens ont un avant-goût de la nouvelle musique venue d'outre-Atlantique lorsqu'un groupe de chanteurs et de danseurs « créoles », présentés comme les « créateurs du cake-walk », se produisent au théâtre Eden de Milan en 1904. Les premiers véritables orchestres italiens de jazz sont toutefois formés dans les années 1930 par des musiciens tels qu'Arturo Agazzi avec son Syncopated Orchestra et Carlo Andreis avec son Andreis Quartet (CETRA, 1937-1941), qui ont connu un succès immédiat. Malgré les politiques culturelles anti-américaines du régime fasciste dans les années 1930, le jazz américain est resté populaire. Même le fils de Benito, Romano Mussolini, était un grand amateur de jazz et devint plus tard un pianiste de jazz de premier plan. D'ailleurs, en 1935, le grand jazz américain avec Louis Armstrong fait une tournée en Italie avec beaucoup de succès.
Dans l'immédiat après-guerre, le jazz prend son essor en Italie. Tous les styles de jazz américain d'après-guerre, du bebop au free jazz et à la fusion, ont leur équivalent en Italie. Les représentants notoires du jazz de cette période, des années 1940 aux années 1960, sont des musiciens tels que Gorni Kramer, Giorgio Gaslini, Lelio Luttazzi et Franco Cerri, le compositeur Bruno Martino et de grands chanteurs tels que Natalino Otto, Jula De Palma, Nicola Arigliano et Johnny Dorelli. L'universalité de la culture italienne a permis l'apparition de clubs de jazz dans toute la péninsule, de house-bands de jazz dans toutes les stations de radio et, plus tard, dans les studios de télévision. Les musiciens italiens ont alors commencé à cultiver un type de jazz « maison », basé sur les formes de chant européennes, les techniques de composition classiques et la musique folk, par exemple en Sicile, où Enzo Rao et son groupe Shamal ajoutent au jazz américain des influences siciliennes et arabes autochtones.
Le jazz enregistré en Italie entre 1912 et 1950 est pratiquement inconnu, bien qu'un nombre considérable d'enregistrements de musiciens italiens et étrangers aient été réalisés en Italie au cours de ces années. Les disques, tous des 78 tours, sont des raretés pour les collectionneurs, car leurs originaux ont été détruits soit par les bombardements dévastateurs de la Seconde Guerre mondiale : la plupart des labels discographiques étaient situées à Milan et à Turin, deux villes gravement endommagées par la guerre, soit par la bêtise de nombreux directeurs de maisons de disques qui ont envoyé les enregistrements restants de l'époque dans les décombres. Néanmoins, grâce à quelques collectionneurs, le meilleur jazz enregistré en Italie entre 1912 et 1955 est réédité : par Riviera Jazz Records. L'histoire du jazz italien, depuis ses débuts, est écrite par Adriano Mazzoletti : Jazz in Italy. Dalle origini alle Grandi Orchestre et Il Jazz in Italia. Dallo swing agli anni Sessanta, publié par E.D.T., Turin. Un livre photographique sur tous les musiciens italiens des origines, L'Italia del Jazz, est publié par Mastruzzi Editore, Rone.

### Période contemporaine
Parmi les musiciens de jazz italiens contemporains importants, citons Franco Cerri, Pino Rucher, Dino Betti van der Noot, Enrico Rava, Antonello Salis, Massimo Urbani, Paolo Fresu, Enrico Intra, Stefano Bollani, Antonio Faraò, Roberto Ottaviano, Dado Moroni, Aldo Romano, Stefano Di Battista, Pino Presti, Tullio De Piscopo, Fabrizio Bosso, Luigi Grasso, les contrebassistes Giorgio Rosciglione, Riccardo Del Fra, Pippo Matino, Mauro Gargano, Giovanni Tommaso et Rosario Bonaccorso, Giovanni Falzone, Guido Manusardi, Giovanni Mirabassi, Enrico Pieranunzi, Mario Schiano, Gianluigi Trovesi, Pippo Lombardo, Daniele Scannapieco, Gianfranco Campagnoli, et d'autres membres et collaborateurs de l'orchestre italien Instabile.
Gianluca Petrella est considéré au niveau international comme l'un des jeunes trombonistes de jazz les plus prometteurs. L'Italie compte de nombreux autres jeunes musiciens de jazz prometteurs, parmi lesquels : Rosario Giuliani, Claudio Quartarone, Claudio Ottaviano, Marcello Giuliani, Mauro Gargano, Francesco Bearzatti, Michel Rosciglione, Massimo Biolcati et Flavio Boltro.
Piano, solo est un film biographique de Riccardo Milani, sorti en 2007, basé sur la vie de Luca Flores, un pianiste de jazz italien.
Michel Petrucciani, André Ceccarelli o Alfio Origlio  sont des musiciens français bien connus dont les familles sont originaires d'Italie.